# Championnats du monde de cyclisme sur route 1936
Navigation
Floreffe 1935 Copenhague 1937
Les championnats du monde de cyclisme sur route 1936 ont eu lieu le 6 septembre 1936 à Berne en Suisse.

## Résultats
| Épreuves :                          | Or                      | Or              | Argent                | Argent       | Bronze                   | Bronze |
| Professionnels                      |                         |                 |                       |              |                          |        |
| Hommes - course en ligne            | Antonin Magne France    | 5 h 52 min 32 s | Aldo Bini Italie      | + 9 min 27 s | Theo Middelkamp Pays-Bas | m.t.   |
| Amateurs                            |                         |                 |                       |              |                          |        |
| Hommes - amateurs - course en ligne | Edgar Buchwalder Suisse | -               | Gottlieb Weber Suisse | -            | Pierino Favalli Italie   | -      |

## Tableau des médailles
| Rang  | Nation   | Or | Argent | Bronze | Total |
| ----- | -------- | -- | ------ | ------ | ----- |
| 1     | Suisse   | 1  | 1      | 0      | 2     |
| 2     | France   | 1  | 0      | 0      | 1     |
| 3     | Italie   | 0  | 1      | 1      | 2     |
| 4     | Pays-Bas | 0  | 0      | 1      | 1     |
| Total | Total    | 2  | 2      | 2      | 6     |